# Stefanie Karg
Stefanie Karg (ur. 22 października 1986 w Hoyerswerdzie) – niemiecka siatkarka, grająca na pozycji środkowej. Od sezonu 2014/2015 występuje w czeskiej drużynie VK AGEL Prostejow. 4 lipca 2015 roku wyszła za mąż za niemieckiego trenera Alexandra Waibla, który obecnie jest trenerem niemieckiej drużyny Dresdner SC.

## Sukcesy klubowe
Mistrzostwo Niemiec:
- 2007, 2014[2]
- 2008, 2011, 2012, 2013
- 2005, 2006, 2009

Puchar Niemiec:
- 2010

Puchar Challenge:
- 2010[3]

Puchar Czech:
- 2015

Mistrzostwo Czech:
- 2015

## Sukcesy reprezentacyjne
Volley Masters Montreux:
- 2014